# Gurawa albofasciata
Gurawa albofasciata är en insektsart som beskrevs av Jacobi 1941. Gurawa albofasciata ingår i släktet Gurawa och familjen dvärgstritar. Inga underarter finns listade i Catalogue of Life.